# Bukhara-khaganatet
Bukhara-khaganatet (tidligere også Buchara eller Bochara) var en feudal stat i Centralasien i det sydøstlige Turan i tilknytning til byen Bukhara, tidvis selvstændig, og tidvis som emirat under navnet Bukhara-Emiratet. Landets tidligere territorium er siden overvejende indgået i Usbekistan.

## Størrelse, grænser og landskab
Bukhara havde et areal på 203.430 km2. Mod syd dannede Amu Darja grænsen mod Afghanistan, på de andre sider var Bukhara omgivet af russisk territorium.
De sydøstlige landskaber Shugnan, Roshan og Darvas var dele af Pamir og bestod af bjergkæder fra øst til syd med mellemliggende højsletter og dybt nedskårne dale. Nord for Darvas strækker sig flere bjergkæder fra øst mod vest og sydvest, således Peter den Store-bjergkæden, Alai Tagh og Hissar-bjergene. Den vestlige del af landet er en lavtliggende slette.
Klimaet udmærkede sig ved de strenge vintre med hård frost, hede somre, tør luft og ringe regnmængde. Sandørkener optog det nordvestlige hjørne. Hen imod foden af bjergene blev bynkestepper på løssbund overvejende. Gode græsgange fandtes i bjergene, på særligt gunstige steder endog skov.

## Historie.

### Ældre tid
Det senere Bukhara sammen med omgivelserne benævntes i oldtiden Sogdiana eller Transoxanien. Området blev indlemmet i det persiske rige og stod i afhængighedsforhold til dette rige indtil dette styrtedes 641 e.Kr. Senere drog såvel mongolske horder som arabere gennem landet, med konskvensen at det sjældent var selvstændigt.
I det 7. århundrede trængte araberne ind, 874-1004 var byen Bukhara hovedstad for et rige under samanidernes dynasti. I 1004 erobredes Bukhara af seldsjukkerne, og var, efter at deres styre omtrent et århundrede senere var gået under, omtvistet mellem nigurer i øst og kovaresmier i vest indtil begyndelsen af 1200-tallet.

### Under Djenkis Khan og Timur
I 1219 blev landet erobret af Djengis Khan, der foretog voldsomme hærgninger, hvor efter et mongolsk dynasti, Tshagaloiderne, under Djengis søn Djagatai Khan beherskede Bukhara indtil 1363, da landet kom under Timur Lenks rige. Dette rige, hvis hovedstad var Samarkand, var under Timur Lenks regering i en blomstrende forfatning, men gik efter hans død hurtig tilbage. Landet forblev i timuridernes hænder til omkring 1500.

### Under usbekerne
I 1499 kom Bukhara under usbekerne, som grundede et nyt dynasti. Den mest kendte af dem er Sjaibani, af hvis store rige Bukhara blev en mindre del. Sjaibanidernes styre (1510-1599) forfaldt snart på grund af dynastiske magtkampe; dog oplevede landet under Abdullah Khan (1555-1597) en ny blomstringstid: den islamiske teologi stod højt, og fra fjerne lande strømmede studerende til.
Forfaldet tiltog mere og mere under asjtarkanidernes dynasti (1599-1785) og huset Mangit (1785-1868), som senere på spindesiden afledte sin oprindelse fra Djengis Khan. Kampe med nabostaterne Khiva og Kokand drænede rigets kræfter.

### Russisk fremtrængen
Den fanatiske emir Nasrullah khan (1826-1860) troede sig om at kunne trodse europæerne og lod to engelske sendebud, oberst Stoddart og kapten Conolly henrette i 1842, lige som han afviste russernes forsøg på en diplomatisk tilnærmelse. Under hans søn, Mozaffer ed-din (1860-1885) trængte de i Centralasien hurtigt fremtrængende russere for alvor frem til Bukharas grænser. Det førte i 1866 til et væbnet sammenstød, og den 14. maj 1868 drog general Kauffmann ind i Samarkand. Ved fredsaftalen den 30. juli 1868 beholdt russerne den nordøstlige del af landet med Samarkand og et par andre tilstødende distrikter samt sikrede sig betydende handelsrettigheter. I 1873 bistod khanen af Bukhara russerne i deres felttog mod Khiva-khanatet og fik i belønning et stykke af det erobrede land ved Amu Darjas højre strand. Den russiske indflydelse tiltog snart under Mozaffer ed-dins søn og efterfølger, emir Seijid abdul-Ahad (1885-1911), og Bukhara blev reelt en vasalstat under Rusland. Seijid abd ul-Ahad besøgte to gange (i 1893 og 1902) det russiske hof og lod sin søn opdrage i Rusland. Den transkaspiske jernbane blev ført gennem landet, og mange videnskabelige ekspeditioner undersøgte landet, herunder en dansk.
I 1895, ved en grænseregulering mellem England og Rusland, blev Bukharas område udvidet med en del af Pamir. 1911 efterfulgtes Sayid Abdul Akad af sin søn Sayid Mir Alim Khan.

### Bukhara omkring 1. verdenskrig
Befolkningen, der talte ca. 1,5 mio. indbyggere, bestod af flere nationaliteter. Det herskende folk var usbekerne, hvis sprog, djagatai, hører til den tyrkiske sprogfamilie. Flertallet af usbekerne var agerdyrkere, et mindretal levede som nomader i bjergene og i stepperne. Af tyrkiske nomadefolk fandtes desuden omkring 40.000 kirgiser, karakalpaker og turkmener, som dog var lidet talrige. Flertallet af befolkningen var de persisktalende tadsjiker, landets urbefolkning. De levede af landbrug, håndværk og handel. I bjerglandet mod sydøst boede et indoeuropæisk folk, galtshaerne, hvis sprog var beslægtet med persisk. De levede af agerbrug og kvægavl. Endelig fandtes i landet en del indere, arabere og russere (i 1913 opgjort til 10.308), nogle få afghanere, armeniere, romaer og jøder. Den herskende religion var islam.
Landbrug var hovednæringsvej og muliggjordes ved kunstig vanding. Vigtigere i denne henseende var foruden Amu Darja floderne Sarafshan og Karasu, som fra bjergene løb ned på sletten, hvor de opløstes i et net af vandingskanaler. Der dyrkedes hvede, byg, ris, durra, hirse, lucerne, sesam, bønner, bomuld, hamp, meloner og vandmeloner. Af træfrugt dyrkedes æbler, pærer, kvæder, ferskener, aprikoser, figner, granatæbler og morbær. Også druer dyrkedes i stor mængde. Nomaderne holdt store hjorde af får, geder, kameler og heste. Silkeavlen var betydelig. Håndværket stod ret højt og frembragte tæpper, tøjer med indvævet guld- og sølvtråd, lædervarer og metalvarer. Handelen fremmedes ved den transkaspiske jernbane, som gennemskar landet. På Amu Darja var der ligeledes dampskibsfart. En telegraflinje forbandt hovedstaden Bukhara med Tashkent.
Bukhara udførte navnlig bomuld og silke til Rusland og især råsilke til Indien. Fra Indien indførtes betydelige masser af te, fra Rusland fabrikvarer. Indførsel af spiritus var forbudt med undtagelse af det, som det russiske gesandtskab forbrugte. Den bukhariske sølvmønt tenga havde en værdi af ca. 40 øre, desuden brugtes russiske penge.
Hæren talte 11.000 mand, af hvilke 4.000 i hovedstaden.
Hovedstaden bestod af den europæisk by, Ny-Bukhara, med 3.000 indbyggere, ved banegården med europæiske huse spredte over en vegetationsløs slette og 11 km derfra det gamle Bukhara, med 70.000 indbyggere, omgivet af frugtbare, vandede marker. Byen var omgivet af en 7 m høj mur med 131 bastioner. Husene havde flade tage, gaderne var snævre. Der fandtes flere store basarer, medresser og moskéer, et gammelt slot bygget omkring år 1000, flere nyere paladser. Mange af disse bygninger udmærkede sig ved skøn arkitektur. Byen Bukhara var hovedsæde for landets handel og industri.

### 1919-1925
Emiren af Bukhara blev styrtet den 30. august 1919 ved en bolsjevikisk revolution, og Bukhara blev 1920 en sovjetrepublik under navnet Folkerepublikken Bukhara, som ved indgåede militære og politiske konventioner med Russiske SFSR indgik i Sovjetunionen. I 1924 blev den omdøbt til socialistisk sovjetrepublik, og i 1925 blev territoriet optaget i den Usbekiske Socialistiske Sovjetrepublik i forbindelse med grænseforandringer i den centralasiatiske del af Sovjetunionen.